# Last Friday Night (T.G.I.F.)
Last Friday Night (T.G.I.F.) ist ein Lied der US-amerikanischen Sängerin Katy Perry.
Das Lied wurde von Perry, Bonnie McKee, Lukasz Gottwald und Max Martin geschrieben und von den beiden letzteren produziert. Es wurde in den USA am 6. Juni 2011 als fünfte Single von Perrys zweiten Album Teenage Dream veröffentlicht.

## Komposition
Die Abkürzung T.G.I.F. steht für Thank God It’s Friday („Gott sei Dank ist es Freitag“). Das Magazin Billboard listete das Lied in die Liste der Five Potential Pop Hits for 2011.

## Kritik
Das Lied wurde von Musikkritikern gemischt aufgenommen. Allmusic bezeichnete das Lied als eines der besten des Albums und bezeichnete Perrys Gesang Last Friday Night (T.G.I.F.) als „Ke$ha-Kopie“. Das Rolling Stone-Magazin schrieb, dass „Perry wieder einen Popsong in ihrem Stil aufgenommen hat und das macht sie so einzigartig“.
Das Now Magazine sagte „Katys poppiges und kitschiges Last Friday Night (T.G.I.F.) ist ihre Version von I Gotta Feelin’“.

## Musikvideo
Das Musikvideo zu Last Friday Night (T.G.I.F.) wurde vom 3. bis zum 6. Mai 2011 gedreht. Die Regie führte Marc Klasfeld und die Co-Regie Danny Lockwood. Ein Teaser zum Musikvideo wurde am 7. Juni über Katy Perrys YouTube-Kanal veröffentlicht. Vor der geplanten Veröffentlichung des Musikvideos am 14. Juni 2011 gelangte das Musikvideo bereits am 12. Juni 2011 ins Internet. Das 8-minütige Musikvideo hatte seine TV-Premiere bei Funny or Die.
In einem Interview mit MTV erklärte der Regisseur Marc Klasfeld, dass der Inhalt des Musikvideos von Sixteen Candles und anderen Werken von John Hughes sowie von den „guten 80er High-School-Filmen inspiriert sei.“ Die Outtakes und die Credits am Ende des Musikvideos wurden vom Film Auf dem Highway ist die Hölle los (The Cannonball Run) beeinflusst, wo eine ähnliche Idee verwendet wurde.
Darsteller
- Katy Perry als Kathy Beth Terry
- Darren Criss als Aaron Christopherson
- Rebecca Black als sie selbst
- Kevin McHale als Everett McDonald
- Isaac, Taylor & Zac Hanson als Hanson
- Kenny G als Uncle Kenny
- Corey Feldman als Kirk Terry
- Debbie Gibson als Tiffany Terry

## Kommerzieller Erfolg

### Chartplatzierungen

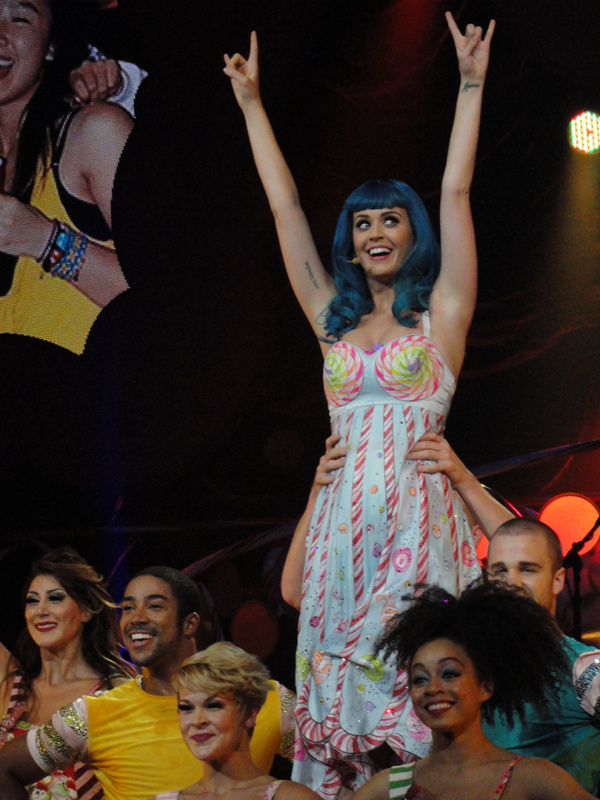
Perry singt Last Friday Night auf ihrer „California Dreams Tour“.

Das Lied wurde in den Vereinigten Staaten Perrys sechster Nummer-eins-Hit und ihr fünfter aus dem Album Teenage Dream. Damit ist sie der Interpret mit den meisten Nummer-eins-Hits des 21. Jahrhunderts und die erste Künstlerin in der Geschichte von Billboard, die fünf Nummer-eins-Hits aus einem Album landen konnte. Damit stellte Katy Perry den Rekord von Michael Jackson ein, der fünf Nummer-eins-Hits aus seinem Album Bad erzielen konnte. Mit ihren fünf Nummer-eins-Hits stand Perry insgesamt 19 Wochen auf Platz eins, dagegen stand Michael Jackson mit seinen Liedern 7 Wochen an der Spitze. Jedoch brauchte Michael Jackson etwas über neun Monate um fünf Nummer-eins-Hits zu erzielen, Perry brauchte dagegen über ein Jahr um fünf Nummer-eins-Hits zu landen. Michael Jackson stellte den Rekord mit physischen Tonträgern (Schallplatten, Kassetten, CDs) seiner Singles auf, Katy Perry hauptsächlich durch Downloadverkäufe ihrer Singles ein.
Zu diesem Erfolg twitterte Perry: „Was für ein Erwachen!“. „Ich bin so stolz, dass dieses kleine energische Liedchen Last Friday Night (T.G.I.F.) offiziell Nummer 1 ist und Geschichte geschrieben hat.“ Der Dank ging an die Fans (und Käufer): „Ihr wisst, dass ich das ohne euch nicht geschafft hätte, ich schulde euch viel. Also gebt euch alle selbst einen kräftigen „High Five“-Handschlag.“
In einem offiziellen Statement mit dem Billboard Magazin, zu diesem Erfolg, erklärte Katy Perry: „In den Billboard Hot 100 Platz 1 zu erreichen ist immer ein großartiger Moment, aber wenn man mit diesem Nummer-eins-Hit einen kleinen Teil Geschichte schreibt, erinnert man sich wie viele Millionen Leute sich zu diesem Ereignis hingezogen fühlen. Ich danke jedem, der dies möglich gemacht hat. Seit ich neun Jahre alt bin singe ich in meine Haarbürste, ich träumte große Träume, aber dieser Erfolg ist um vielfaches größer als meine Träume. Was für ein schönes Geburtstagsgeschenk für 'Teenage Dream'!“
| ChartsChartplatzierungen       | Höchstplatzierung | Wochen |
| ------------------------------ | ----------------- | ------ |
| Deutschland (GfK)              | 15 (18 Wo.)       | 18     |
| Österreich (Ö3)                | 7 (15 Wo.)        | 15     |
| Schweiz (IFPI)                 | 20 (20 Wo.)       | 20     |
| Vereinigte Staaten (Billboard) | 1 (24 Wo.)        | 24     |
| Vereinigtes Königreich (OCC)   | 9 (23 Wo.)        | 23     |

| ChartsJahrescharts (2011)      | Platzierung |
| ------------------------------ | ----------- |
| Deutschland (GfK)              | 88          |
| Vereinigte Staaten (Billboard) | 14          |
| Vereinigtes Königreich (OCC)   | 45          |

### Auszeichnungen für Musikverkäufe
| Land/Region                  | Auszeichnungen für Musikverkäufe (Land/Region, Auszeichnung, Verkäufe) | Verkäufe  |
| ---------------------------- | ---------------------------------------------------------------------- | --------- |
| Australien (ARIA)            | 11× Platin                                                             | 770.000   |
| Brasilien (PMB)              | 3× Platin                                                              | 180.000   |
| Dänemark (IFPI)              | Platin                                                                 | 90.000    |
| Deutschland (BVMI)           | Gold                                                                   | 150.000   |
| Frankreich (SNEP)            | —                                                                      | 42.700    |
| Italien (FIMI)               | Platin                                                                 | 30.000    |
| Kanada (MC)                  | Diamant                                                                | 800.000   |
| Mexiko (AMPROFON)            | Gold                                                                   | 30.000    |
| Neuseeland (RMNZ)            | 4× Platin                                                              | 120.000   |
| Norwegen (IFPI)              | 4× Platin                                                              | 240.000   |
| Österreich (IFPI)            | Platin                                                                 | 30.000    |
| Schweiz (IFPI)               | Gold                                                                   | 15.000    |
| Spanien (Promusicae)         | Platin                                                                 | 60.000    |
| Vereinigte Staaten (RIAA)    | 6× Platin                                                              | 6.000.000 |
| Vereinigtes Königreich (BPI) | 2× Platin                                                              | 1.400.000 |
| Insgesamt                    | 3× Gold · 34× Platin · 1× Diamant ·                                    | 9.957.700 |

Hauptartikel: Katy Perry/Auszeichnungen für Musikverkäufe